# Tscherjocha
Die Tscherjocha (russisch Черёха) ist ein rechter Nebenfluss der Welikaja in der russischen Oblast Pskow.
Die Tscherjocha hat ihren Ursprung in dem kleinen See Tschereschno im Rajon Ostrow.
Sie durchfließt ein sumpfiges Tiefland anfangs in nördlicher Richtung, im Unterlauf in westlicher Richtung. Sie mündet schließlich am südlichen Stadtrand der Oblasthauptstadt Pskow in die nach Norden strömende Welikaja, 24 km oberhalb deren Mündung in das südliche Ende des Peipussees.
Die Tscherjocha hat eine Länge von 145 km. Sie entwässert ein Areal von 3230 km². 
Sie wird hauptsächlich von der Schneeschmelze gespeist.
Zwischen Ende März und Anfang Mai führt der Fluss Hochwasser.
Der mittlere Abfluss beträgt 14 km oberhalb der Mündung 16,3 m³/s.
In der zweiten Novemberhälfte / Dezember gefriert der Fluss und bleibt bis Ende März / April eisbedeckt.